# Дитмас-авеню (линия Калвер, Ай-эн-ди)
|   |   |   |   |   |
| · | · | · | · | · |

|   |   |   |   |   |
| · | · | · | · | · |

«Дитмас-авеню» (англ. Ditmas Avenue) — станция Нью-Йоркского метрополитена, расположенная на линии Калвер, Ай-эн-ди. Станция находится в Бруклине, в округе Кенсингтон, на пересечении Дитмас авеню с Макдональд авеню. На станции останавливаются маршруты F (круглосуточно) и <F> (в часы пик в пиковом направлении).

## Станция сегодня
Станция расположена на трёхпутном участке линии, причем платформами оборудованы только внешние (локальные) пути. Центральный экспресс-путь не используется для маршрутного движения поездов с 1976 года — именно тогда было прекращено экспресс-сообщение по линии из-за многочисленных жалоб пассажиров. Станция является эстакадной. В центральной части платформы оборудованы навесом, по всей протяженности (за исключением северного конца) платформы ограждены бежевым железным забором. Название станции представлено на колоннах (которые только в центральной части) и на стенах. существует заброшенный выход с южного конца восточной (на Манхэттен) платформы.
Станция имеет два выхода, оба из которых представлены лестницами и мезонином под платформами. В мезонинах расположены турникеты. Круглосуточный вход (основной) находится в южной части платформ. Через мезонин можно перейти с платформы на платформу. Этот выход приводит к южным углам перекрестка Дитмас авеню с Макдональд авеню. Второй мезонин и, соответственно, выход расположен с северного конца платформ. Турникетный павильон представлен только полноростовыми турникетами. Этот выход приводит к Макдональд авеню на участке между Дитмас авеню и Кортэлайн роад. Выход не совсем обычен: если с восточной платформы можно как выйти, так и войти, так на западную (на Coney Island) вход пассажирам закрыт.

## История станции

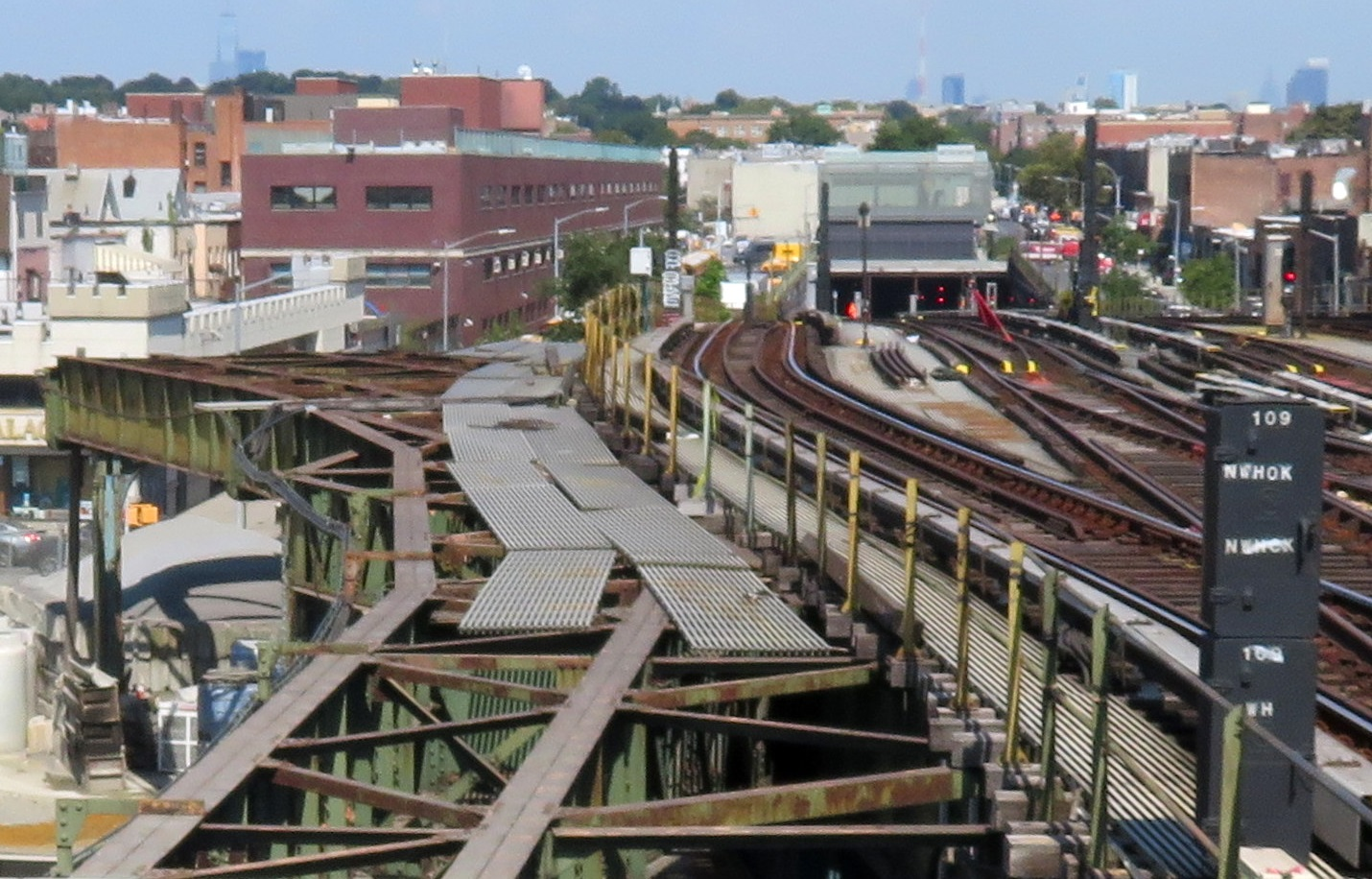
Остатки челночного участка (слева) и новые пути, уходящие в тоннель (справа)

Станция открыта 16 июля 1919 года в составе BMT Culver Line и состояла тогда из одной боковой и одной островной платформы. Островная платформа обслуживала центральный и западный пути. Станция работала в режиме экспресс-станции BMT Culver Line до 30 октября 1954 года, когда линия южнее этой станции была переподключена к подземной IND Culver Line. Оставшиеся севернее станции BMT стал обслуживать поезд-челнок. Ликвидировано движение на челночном участке было 11 мая 1975 года в связи с уменьшением пассажиропотока, а сама линия (она шла по 37-й улице, останавливаясь на 13th Avenue и Fort Hamilton Parkway) разобрана. Дальше шла подземная часть линии, переставшая эксплуатироваться в 1940 году. В том же 1975 году островная платформа переделана в боковую, а сама станция стала локальной.
К северу от станции линия преобразуется в четырёхпутную. Дальше она входит в тоннель.